# Jiří Peřina
Jiří Peřina (* 23. března 1967 Praha) je český politik, ekonom a pedagog, v letech 2012 až 2020 zastupitel Středočeského kraje (v letech 2012 až 2014 též radní kraje a v letech 2014 až 2016 náměstek hejtmana), v letech 2010 až 2014 radní a od roku 2014 starosta města Hořovice na Berounsku, člen ČSSD.

## Život
V letech 1973 až 1981 vystudoval základní školu v Dobřichovicích v okrese Praha-západ a následně v letech 1981 až 1985 pak obor ekonomika zemědělství na Střední zemědělské škole Hořovice na Berounsku. Po té absolvoval Provozně ekonomickou fakultu Vysoké školy zemědělské v Praze (získal titul Ing.). Na téže fakultě vystudoval také doktorát a v roce 1997 mu byl udělen titul Dr.
Po absolvování základní vojenské služby nastoupil jako odborný asistent na Katedru obchodu a financí PEF VŠ zemědělské v Praze, kde učil účetnictví. V roce 1991 se stal zaměstnancem Finančního úřadu v Hořovicích, konkrétně byl pracovníkem správy daně z příjmů obyvatelstva. V letech 1992 až 1993 byl na úřadě vedoucím Oddělení daně z příjmů fyzických osob a pak až do roku 2005 ředitelem. K tomu byl společníkem ve firmě RIKA DESIGN (1993 až 1999) a vyučoval předmět účetnictví na Střední odborné škole v Hořovicích (1995 až 2002).
V roce 2005 kariérně povýšil a stal se pracovníkem Finančního ředitelství v Praze, kde byl do roku 2008 vedoucím Oddělení specializované kontroly a rok pak ještě působil jako garant pro e-audit. V letech 2009 až 2012 pak vedl Odbor finanční a investic na Krajském úřadě Středočeského kraje. V souvislosti se svým politickým angažmá je od roku 2012 místopředsedou představenstva Městské akciové společnosti Hořovice.
Jiří Peřina žije v Hořovicích na Berounsku.

## Politické působení
V roce 2009 vstoupil do ČSSD, následující rok se stal předsedou Místní organizace ČSSD Hořovice a v roce 2011 členem Krajského výkonného výboru ČSSD Středočeský kraj. Dále také působí jako předseda Finanční komise Krajského výkonného výboru ČSSD Středočeský kraj.
Do komunální politiky vstoupil, když byl ve volbách v roce 2010 zvolen za ČSSD zastupitelem města Hořovice na Berounsku. Na začátku prosince 2010 se pak stal radním města. Ve volbách v roce 2014 obhájil post zastupitele města a na začátku listopadu 2014 byl zvolen starostou.
V krajských volbách v roce 2012 byl zvolen za ČSSD zastupitelem Středočeského kraje. V listopadu 2012 se navíc stal radním kraje pro oblast financí a o měsíc později členem Výboru Regionální rady regionu soudržnosti Střední Čechy. V únoru 2014 byl zvolen náměstkem hejtmana pro oblast financí. Ve volbách v roce 2016 mandát krajského zastupitele obhájil, skončil však ve funkci náměstka hejtmana. Ve volbách v roce 2020 již nekandidoval.
Ve volbách do Senátu PČR v roce 2016 kandidoval za ČSSD v obvodu č. 16 – Beroun. Se ziskem 12,12 % hlasů skončil na 5. místě a do druhého kola nepostoupil.